# Húsvéti oratórium
A Húsvéti oratórium (BWV 249, D-Dúr) Johann Sebastian Bach műve, amely 1725. április 1-jére datálható. Tíz tételből áll:
1. Ünnepélyes Sinfonia és Adagio (üstdobbal és 3 trombitával).
2. „Kommt, eilet und laufet” korál megharmonizálása
3. Recitativo
4. „Seele, deine Spezereien” szopránária ("a másik" Mária)
5. Recitativo
6. „Sanft soll mein Todeskummer” tenorária (Szent Péter)
7. Recitativo
8. „Saget, saget mir geschwinde” altária (Magdalai Mária)
9. Recitativo
10. „Preis und Dank” – kórus

(Ezen kívül szereplő még János evangélista (basszus).)
A szöveget valószínűleg Picander írta. A történet az ismert jelenet: az asszonyok üresen harmadnapon találják Jézus sírját.
Hangszerelése: Szóló: SATB; Kórus: SATB, fuvola, 2 furulya, 2 oboa, oboa d’amore, fagott, 3 trombita, üstdob, vonósok, Basso continuo.
Készült belőle paródia is; a szász-weißenfelsi udvar részére, Krisztián herceg születésnapja alkalmából ( „Entfliehet, verschwindet, entweichet ihr Sorgen” (BWV 249a)), újraírt szöveggel és recitativokkal. BWV 249b szám alatt pedig a flemmingi grófnak készített paródia található („Verjaget, zerstreuet, zerrüttet, ihr Sterne”)